# San Jose (Negros oriental)
Pour les articles homonymes, voir San Jose.
San Jose est une localité de la province du Negros oriental, aux Philippines. En 2015, elle compte 20 413 habitants.